# A Rush of Blood to the Head
A Rush of Blood to the Head er det andet studiealbum af det britiske alternativ rock-band Coldplay. Albummet, der blev udgivet 26. august 2002 i Storbritannien gennem selskabet Parlophone, blev produceret af bandet selv og den britiske musikproducer Ken Nelson. Optagelserne startede, efter bandet var blevet verdenskendte med udgivelsen af deres debutalbum, Parachutes, og især en af singlerne derfra, "Yellow". Stemningen ved sangskrivningen blev påvirket af terrorangrebene 11. september i USA, der fandt sted ugen før optagelserne begyndte. Sangene på albummet gør større brug af klaver og elektrisk guitar end sangene på forgængeren.
Albummet blev udsendt i august 2002, to måneder efter den oprindeligt planlagte udgivelsesdato. Det blev udgivet den 27. august i USA gennem Capitol Records. Capitol udgav en ny master af albummet i 2008 på en 180-grams vinylplade som en del af "From the Capitol Vaults"-serien. Albummet fortsatte de gode salgstal, der begyndte med Parachutes, og som gjorde Coldplay til et af de bedst sælgende bands i verden. Det toppede UK Album Charts første uge efter udgivelsen og blev det ottende bedst sælgende album i det 21. århundrede i Storbritannien. British Phonographic Industry har siden certificeret albummet med nidobbelt platin for et akkumuleret salg på 2,7 millioner enheder i Storbritannien og over 15 millioner på verdensplan. Albummet indeholder hitsinglerne "In My Place", "The Scientist", "Clocks" og "God Put a Smile upon Your Face".
A Rush of Blood to the Head er blevet rost af kritikere, og det gav bandet en sejr ved Grammy-uddelingen i 2003 for bedste alternative album for anden gang i træk. Sangen "Clocks" vandt i 2004 en Grammy for årets bedste sang. I 2003 blev albummet rangeret som nummer 473 på Rolling Stones top-500-liste over de bedste album gennem tiderne.

## Baggrund

### Indspilning
Bandet startede optagelserne til albummet i London en uge efter terrorangrebene i USA den 11. september 2001, under hvilke deres "gribende sange... samlede et stort publikum". Coldplay havde aldrig opholdt sig i London i en længere periode før, og de blev bombarderet med problemer, da de prøvede at fokusere på produktionsprocessen. De besluttede sig for at flytte til Liverpool på grund af problemerne i London, og fordi de havde optaget nogle af sangene til Parachutes der. Sanger Chris Martin sagde, at da de ankom, blev de "besatte af at indspille". "In My Place" var den første sang, der blev indspillet til albummet, og samtidig blev den også valgt til albummets førstesingle "fordi det var den sang, der fik os til at ville lave et andet album. Den fik os til at blive ved og til at tro på, at vi stadig kunne skrive sange", efter "en mærkelig periode, hvor vi ikke rigtig vidste, hvad vi lavede" tre måneder efter succesen med Parachutes.
Bandet skrev mere end 20 sange til albummet, og nogle af disse sange – blandt andet "In My Place" og "Animals" – blev fremført under koncerter på touren, der promoverede Parachutes. Albummets titel blev afsløret i et indlæg på bandets officielle hjemmeside.
Under de første indspilningssessioner i Liverpool arbejdede forsanger Chris Martin og guitarist Jonny Buckland alene, og kun i weekenden. Hver mandag præsenterede de sangideer, de havde udviklet, for deres bandkammerater. Med A Rush of Blood to the Head næsten færdiggjort, tog Martin alene ind i studiet en sen aften og skrev et klaverriff, som han fortalte "bare kom ud". Bandet anerkendte, at denne tidlige version af den sang, der skulle blive til "Clocks", var speciel, første gang Martin spillede den for dem. Bandet mente dog, at det var for sent at inkludere sangen på albummet, og indspillede derfor en demoversion og lagde den på en cd, de kaldte "Songs for #3", der indeholdt ufærdige sange, de ville arbejde på til deres tredje studiealbum.
I juni 2002 var bandet færdige med A Rush of Blood to the Head, men de syntes resultatet lød "forfærdeligt" og indgik en aftale med pladeselskabet om at udsætte udgivelsen indtil de var helt tilfredse. Efterfølgende blev mange sange sorteret fra, fordi de lød som noget, der kunne have været på Parachutes. Martin fortalte, at det ville have været uinteressant: "Det ville have vist, at vi var tilfredse med at læne os op af det, vi allerede havde gjort, men det var vi ikke. For os var det vigtigt at udvikle os og prøve at forbedre vores evner som musikere." Disse ambitioner satte bandet under pres: "nogle gange sluttede øvesessioner med, at et eller flere medlemmer truede med at forlade Coldplay".
Efter at have spillet som hovednavn på Glastonbury Festival i 2002 vendte Coldplay tilbage til studiet og arbejdede på et par sange fra "Songs for #3", som de havde produceret tidligere. Phil Harvey, bandets manager, hørte "Clocks" og opfordrede dem til at arbejdere videre med sangen øjeblikkeligt: "Nej, I skal lave den sang nu, for I snakker om akut nødvendighed [i sangteksten], og nu snakker I om at holde sangen tilbage. Det giver ikke mening."

### Omslag
Omslaget til A Rush of Blood to the Head blev designet af fotografen Sølve Sundsbø. Sundsbø var blevet hyret af modebladet Dazed & Confused i slutningen af 1990'erne til at producere noget med en "teknologisk fornemmelse, noget næsten hvidt". Som kunster prøvede at han gøre "ting, der ikke er gjort før, hvilket nærmest er umuligt"; han foreslog at tage billeder med en 3-D-scanner.
Modellen til billedet bar en helt hvid makeup, fordi det giver de "bedste resultater"; til billedet bar modellen en twillfarvet kappe. Computeren kunne ikke læse farverne, så den blev erstattet af pigge, og hovedet i billedet blev skåret over, fordi maskinen kun kunne scanne 30 centimeter. Bladets redaktør kunne lide billedet, og tog det med i en af bladets udgivelser. Martin så billedet i magasinet, og bad Sundsbø om tilladelse til at bruge billedet som omslag til A Rush of Blood to the Head. Til albummets singler blev Sundsbø spurgt af Martin, om hvad han kunne gøre; kunstneren foreslog at man kunne scanne hvert medlems hoved (Sundsbø lavede også kunst til Live 2003-hjemmevideoen).
Den tilhørende folder indeholder kun to billeder; et med Coldplay et sted, der ifølge rygter er en skov, og et med bandet i studiet. Coveret blev af Royal Mail udvalgt sammen med ni andre til en serie frimærker med klassiske albumomslag, der blev udsendt i januar 2010.

## Komposition
Optagelserne til albummet efter terrorangrebene den 11. september 2001 gav bandet et friskt perspektiv: "De nye sange reflekterer vores nye holdninger. [De siger til lytterne, at de] ikke skal være bange. Alle kan opnå lige det, de vil." De fleste af sangteksterne handler om akut nødvendighed. Martin har udtalt, at de tidligere sange var mere afslappede, da bandet var i en komfortabel sindstilstand: "Måske er der en smule mere akut nødvendighed på nogle af disse sange. Og de er født ud af alle de steder, vi har besøgt, og de ting, vi har oplevet." Martin har forklaret, i forbindelse med temaet om akut nødvendighed, at albummets titel betyder "at man gør noget på en impuls". Flere at sangene på albummet handler om forhold. Disse sange er baseret på virkelighed, men ifølge Martin blev de skrevet med en fiktionsforvrængning: "Sange er som eventyr: de har en start og en slutning, og du kan få det hele til at virke perfekt. Sådan fungerer virkeligheden ikke".
Albummet indeholder ballader og akustiske sange med udbredt brug af guitarer og klaver. Den U2-agtige "episke rock" på albummets åbningsnummer "Politik", den klaverdrevne ”Clocks" og de høje guitarer på "A Whisper" blev set som en udvidelse af bandets musikalske vingespænd. Chris Martin har fortalt, at albumets titelnummer er en hyldest til den amerikanske singer-songwriter Johnny Cash, som han opfatter som en af "de største... mænd kun med guitarer".
Sangen "Green Eyes" blev skrevet af Chris Martin til to personer: en "amerikansk ven" og bandmedlemmet Jonny Buckland.

## Modtagelse

### Kritikermodtagelse
Ved udgivelsen modtog A Rush of Blood to the Head hovedsageligt gode anmeldelser fra kritikere. Anmeldelsessamlingen Metacritic angiver en normaliseret score på 80 procent baseret på 25 anmeldelser. Mange kritikere mente, at albummet byggede videre på det tidligere album, Parachutes. Alexis Petridis fra avisen The Guardian skrev at bandets "nye selvsikkerhed er overalt... frygtsomheden fra Parachutes er forsvundet". Han konkluderer at "det lyder som et album, der er klar til at stille op mod verden og vinde."
Kelefa Sanneh fra The New York Times roste albummet, kommenterede at det er "et af årets bedste album" og beskrev det som "mere sparsommeligt, mere mærkeligt og endda mere fængende end dets forgænger". Rolling Stone-magasinets Rob Sheffield skrev at "A Rush of Blood to the Head er et mere nervepirrende, kantet og grundigt overraskende album", og tilføjede at "hvor Parachutes var den kluntede dagbog fra et overspændt barn, lyder A Rush of Blood mere som et band med selvsikkerhed til at afprøve sine egne grænser." MacKenzie Wilson fra Allmusic gentog kommentarerne ovenfor, og nævnte at det er et "stærkt album". Wilson, der komplimenterede Martin for sin "skærpede" falset og raffinerede "hjemsøgende levering" og Buckland for hans "medrivende guitararbejde", noterede sig at "uanset at bandet stadig er i midten af tyverne, har de lavet en fantastisk plade". Emma Pearse fra den amerikanske avis The Village Voice havde de samme følelser, og hun skrev at det er "lidt mere kantet, trancevækkende og mere snakkesaglig" i forhold til Parachutes. Robert Christgau gav albummet en et-stjernet hædrende omtale og sagde: "Lad Green Eyes forlade ham rigtigt, og lad os se hvor længe han nynner i tomrummet."

### Salg og hitlisteplaceringer
A Rush of Blood to the Head gik direkte ind som nummer et på Storbritanniens albumhitliste i sin debutuge med et salg på 273.924 eksemplarer. British Phonographic Industry har siden certificeret albummet som otte gange platin for et akkumuleret salg på over 2,6 millioner eksemplarer. Med den efterfølgende udgivelse af "Clocks" og "The Scientist" fik albummet sammenlagt over et år på hitlisten. A Rush of Blood to the Head er placeret som nummer syv på listen over de tyve bedst sælgende album i Storbritannien i det 21. århundrede, udgivet af det britiske fagblad Music Week.
I juli 2011 steg A Rush of Blood to the Head fra nummer 176 tilbage til nummer 44 i albummets 250. uge på listen. Pr. februar 2012 har albummet solgt 2.804.606 eksemplarer i Storbritannien, hvilket gør det til det bedst sælgende Coldplay-album.
I USA blev A Rush of Blood Coldplays første entré i top 5 med i indledningsvist 144.000 solgte eksemplarer, flere end forgængeren Parachutes, der debuterede som nummer 189 i december 2000. Albummet er siden blevet certificeret som firedobbelt platin af Recording Industry Association of America med et salg på over 4.822.000 eksemplarer i marts 2012. Senere er albummet belønnet med femdobbelt platin af Australian Recording Industry Association, med et salg på over 350.000 eksemplarer, og firedobbelt platin af Canadian Recording Industry Association for et salg på over 400.000.

### Præmier og hædersbevisninger
A Rush of Blood to the Head har indtjent bandet flere priser både fra den lokale og den internationale musikpresse. I 2002 blev det kåret som årets bedste album ved Q Awards. Samme år vandt bandet to Grammy Awards: en for bedste alternativ musik-album og en for bedste rockoptræden af en duo eller gruppe med vokal for sange "In My Place". I 2003 vandt A Rush of Blood to the Head prisen for bedste britiske album ved BRIT Awards, og det følgende år vandt bandet deres første Grammy for årets sang, nemlig "Clocks".
Albummet blev i 2002 valgt som Billboards Critics' Choice. Det følgende år blev det rangeret som nummer 473 på Rolling Stone-magasinets liste over de 500 bedste album nogensinde. Det blev også placeret som nummer 21 på Rolling Stones liste over de 100 bedste album i 2000'erne. I 2007 udgav The National Association of Recording Merchandisers og Rock and Roll Hall of Fame en liste over hvad de kalder De 200 definitive album nogensinde; "A Rush of Blood to the Head" er placeret som nummer 65 på listen. Albummet blev nomineret til BRIT's bedste album de seneste 30 år ved BRIT Awards 2010.

## Sporliste
Alle sange skrevet af Guy Berryman, Jonny Buckland, Will Champion og Chris Martin.
| 1.    | "Politik"                        | 5:18 |
| 2.    | "In My Place"                    | 3:48 |
| 3.    | "God Put a Smile upon Your Face" | 4:57 |
| 4.    | "The Scientist"                  | 5:09 |
| 5.    | "Clocks"                         | 5:07 |
| 6.    | "Daylight"                       | 5:27 |
| 7.    | "Green Eyes"                     | 3:43 |
| 8.    | "Warning Sign"                   | 5:31 |
| 9.    | "A Whisper"                      | 3:58 |
| 10.   | "A Rush of Blood to the Head"    | 5:51 |
| 11.   | "Amsterdam"                      | 5:19 |
| 54:08 |                                  |      |

## Personel
| Coldplay - Chris Martin – vokaler, guitar, keyboard - Jon Buckland – guitar - Guy Berryman – bas - Will Champion – trommer | Produktion - Produceret af Coldplay og Ken Nelson - Teknologi og mixing af Coldplay, Ken Nelson og Rik Simpson - Yderligere produktion og mixing af Mark Phythian |

## Hitlister og certificeringer
| Liste                         | Top- placering |
| ----------------------------- | -------------- |
| Argentinas albumhitliste      | 1              |
| Australiens albumhitliste     | 1              |
| Østrigs albumhitliste         | 10             |
| Belgiens albumhitliste        | 2              |
| Brasiliens albumhitliste      | 1              |
| Canadas albumhitliste         | 1              |
| Danmarks albumhitliste        | 1              |
| Hollands albumhitliste        | 3              |
| Europas albumhitliste         | 36             |
| Finlands albumhitliste        | 4              |
| Frankrigs albumhitliste       | 4              |
| Tysklands albumhitliste       | 1              |
| Grækenlands albumhitliste     | 2              |
| Italiens albumhitliste        | 1              |
| Mexicos albumhitliste         | 6              |
| Spaniens albumhitliste        | 4              |
| Sverigens albumhitliste       | 5              |
| Schweiz' albumhitliste        | 1              |
| Storbritanniens albumhitliste | 1              |
| US Billboard 200              | 5              |

| Land           | Certificering | Salg      |
| -------------- | ------------- | --------- |
| Argentina      | 3x platin     | 120.000   |
| Australien     | 7x platin     | 490.000+  |
| Østrig         | 3x platin     | 125.000   |
| Belgien        | 3x platin     | 125.000   |
| Brasilien      | Platin        | 65.000    |
| Canada         | 6x platin     | 500.000   |
| Danmark        | Platin        | 50.000    |
| Europa         | 5x platin     | 5.000.000 |
| Finland        | Guld          | 16.708    |
| Frankrig       | Platin        | 350.000   |
| Tyskland       | Platin        | 300.000   |
| Grækenland     | Platin        | 15.000    |
| Italien        | Platin        | 300.000   |
| Mexico         | Platin        | 150.000   |
| Holland        | 2x platin     | 100.000   |
| New Zealand    | 2x platin     | 30.000    |
| Spanien        | 2x platin     | 250.000   |
| Sverige        | Guld          | 30.000    |
| Schweiz        | Guld          | 20.000    |
| Storbritannien | 9x platin     | 2.868.000 |
| USA            | 4x platin     | 4.822.000 |